# خشت (لامرد)
خشت (بالفارسية: خشت) هي منطقة سكنية من نواحي بلدة أشكنان مقاطعة لامرد في محافظة فارس إيران.

## السكان
تقع هذه القرية في قسم أشكنان وحسب احصاءات سنة 2006 كان عدد السكان 851 نسمة في 177 مسكن.